# Doble Bragado de 2005
La 70ª edición de la Doble Bragado se disputó desde el 31 de enero hasta el 6 de febrero de 2005, constó de 7 etapas de las cuales una fue contrarreloj individual con una distancia total acumulada de 1.113 kilómetros.
El ganador fue Pedro Prieto del equipo Factory Emparedados, fue escoltado en el podio por Fernando Antogna y Sebastián Cancio ambos del equipo Supermercados Toledo.

## Ciclistas participantes
Participaron 89 ciclistas, distribuidos en 15 equipos integrados como máximo por 6 corredores cada uno. 81 eran argentinos y dos uruguayos y seis italianos. Finalizaron la carrera 72 ciclistas.

#### Equipos
| Municipalidad De Lanús | D'Aye Competición | Tubulares Monti | Veloce Club Bassano |
| - 1. Alejandro González - 2. Elvio Alborzen - 3. Damián Romero - 4. Hilario Di Masi - 5. Pablo Brum - 6. David López                 | - 7. Mateo Sasso - 8. Marcos Ferraris - 9. Diego Valenzuela - 10. Miguel Costa - 11. Alejandro Zucarelli - 12. Catriel Ahumada            | - 13. Cristian León - 14. Eddy Cisneros - 15. Franco Lopardo - 16. Emilio San Martín - 17. Adolfo Trabocchi - 18. Raúl Turano    | - 19. Frabice Piemontesi - 20. Mauro Ruscitti - 21. Luca Gasparini - 22. Gianpaolo Violo - 23. Matiás Estela                                 |
| Lauro - Chucri | Richard Cueros | Municipalidad 3 de Febrero | Team Collavita |
| - 25. Mariano Salmon - 26. Dario Piñeyro - 27. Jorge Sosa - 28. Jorge Trinajstic - 29. Juan Pablo Raffler - 30. Javier Schass        | - 31. Sebastián Donadío - 32. Gonzalo García - 33. Gabriel Richard - 34. Federico Pagani - 35. Alejandro Acton - 36. Álvaro Tardagüila    | - 37. Diego Simeani - 38. Daniel Capella - 39. Facundo Bazzi - 40. Ariel Anacoreto - 41. Martín Hernández - 42. Leonardo Carosio | - 43. Gustavo Artacho - 44. Sebastián Alexandre - 45. Juan José Haedo - 46. Lucas Sebastian Haedo - 47. Aníbal Borrajo - 48. Victorio Marina |
| Ciudad De Bragado | Supermercados Toledo | Agrupación Virgen De Fatima | Club Ciclista Bragado |
| - 49. Aldo Esposito - 50. Yonatan Iturrat - 51. Fabian Millares - 52. Juan Ahumada - 53. Juan Pablo Almiron - 54. Roberto Pellegrino | - 55. Ángel Darío Colla - 56. Gustavo Toledo - 57. Fernando Antogna - 58. Alfredo Palavecino - 59. Sebastian Cancio - 60. Cesar Sigura    | - 61. Jose Loyzaga - 62. Guillermo Miconi - 63. Javier Lindler - 64. Ariel Valdez - 65. Álvaro Algiró - 66. Daniel Castro        | - 67. Matias Sasone - 68. Matias Sayal - 69. Dario Oliva - 70. Pablo González - 71. Mauricio Muller - 72. Dario Burela                       |
| Factory Emparedados | Parolin - Bassano Di Grappa | Camaras Colla | |
| - 73. Adrian Gariboldi - 74. Federico Folgaral - 75. Ezequiel Romero - 76. Gastón Corsaro - 77. Pablo Castro - 78. Pedro Prieto      | - 79. Maximiliano Richeze - 80. Roberto Richeze - 81. Mauro Richeze - 82. Roberto Traficante - 83. Eduardo Girardi - 84. Martino Marcotto | - 85. Juan Gaspari - 86. Jorge Montenegro - 87. Ignacio Gilli - 88. Mauricio Melo - 89. Juan Pablo Dotti - 90. Doro Alciati      | |

## Etapas
| Etapa | Fecha        | Recorrido               | km        | Ganador             | Líder               |
| 1ª    | 31 de enero  | Caseros - Mercedes      | 133       | Maximiliano Richeze | Maximiliano Richeze |
| 2ª    | 1 de febrero | Mercedes - Chacabuco    | 171       | Gastón Corsaro      | Maximiliano Richeze |
| 3ª    | 2 de febrero | Chacabuco - Pergamino   | 165       | Fernando Antogna    | Maximiliano Richeze |
| 4ª    | 3 de febrero | Chacabuco - 25 de Mayo  | 146       | Facundo Bazzi       | Maximiliano Richeze |
| 5ª    | 4 de febrero | 25 de Mayo - Bragado    | 163       | Álvaro Tardaguila   | Maximiliano Richeze |
| 6ª A  | 5 de febrero | Bragado                 | 16,9(CRI) | Pedro Prieto        | Pedro Prieto        |
| 6ª B  | 5 de febrero | Circuito en Bragado     | 122       | Maximiliano Richeze | Pedro Prieto        |
| 7ª    | 6 de febrero | Bragado - Pablo Podestá | 196       | Álvaro Tardaguila   | Pedro Prieto        |

## Clasificación final
| Posición | Ciclista            | Equipo                      | Tiempo      |
| -------- | ------------------- | --------------------------- | ----------- |
|          | Pedro Prieto        | Factory Emparedados         | 23 h 35'19" |
| 2        | Fernando Antogna    | Supermercados Toledo        | + 9"        |
| 3        | Sebastián Cancio    | Supermercados Toledo        | + 22"       |
| 4        | Ángel Darío Colla   | Supermercados Toledo        | + 23"       |
| 5        | Roberto Richeze     | Parolin - Bassano Di Grappa | + 23"       |
| 6        | Gustavo Artacho     | Team Collavita              | + 26"       |
| 7        | Maximiliano Richeze | Parolin - Bassano Di Grappa | + 27"       |
| 8        | Gustavo Toledo      | Supermercados Toledo        | + 28"       |
| 9        | Daniel Capella      | Municipalidad 3 de Febrero  | + 52"       |
| 10       | Gastón Corsaro      | Factory Emparedados         | + 1'2"      |